# Tillandsia dyeriana
Tillandsia dyeriana är en gräsväxtart som beskrevs av Éduard-François André. Tillandsia dyeriana ingår i släktet Tillandsia och familjen Bromeliaceae. Inga underarter finns listade i Catalogue of Life.

## Bildgalleri

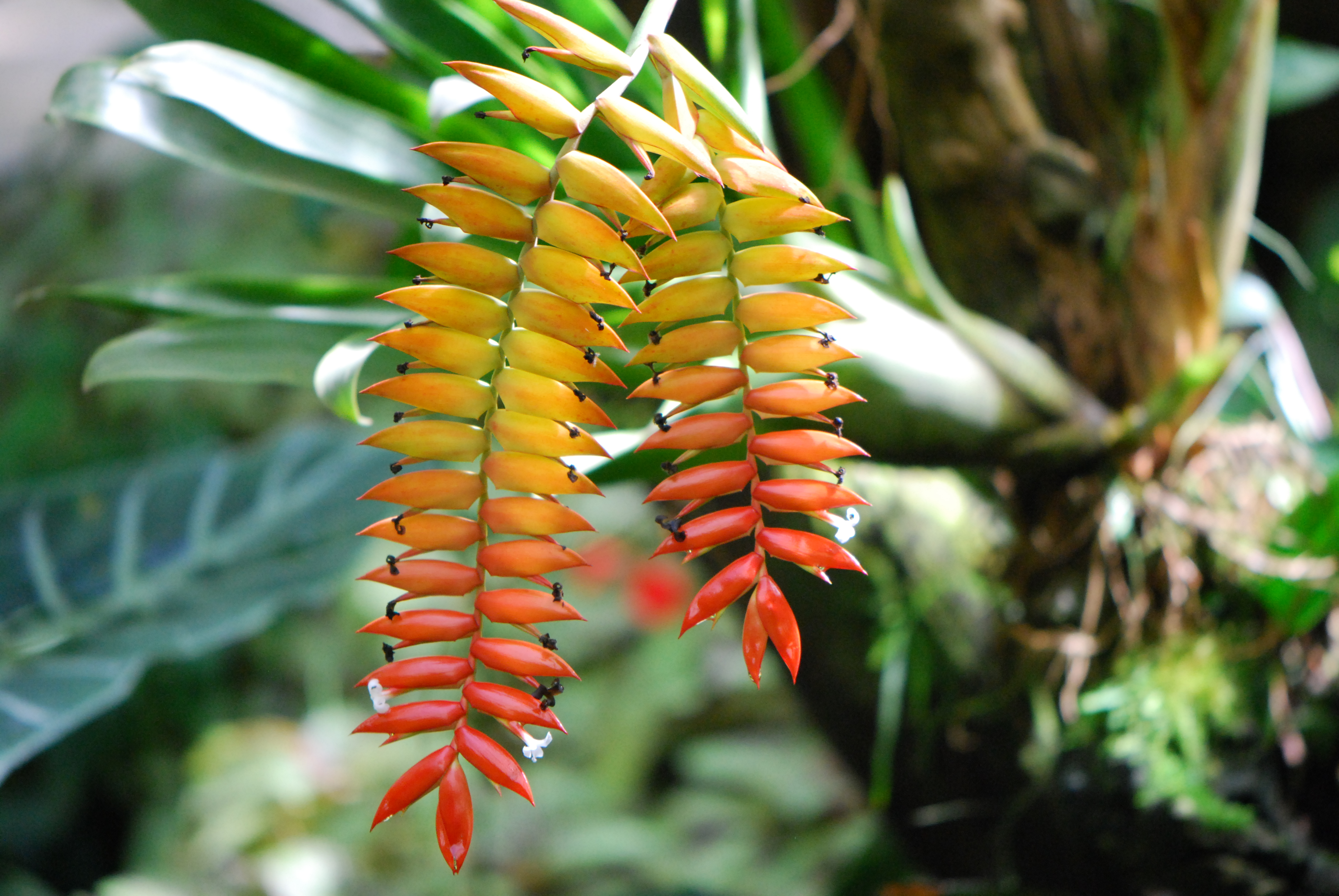
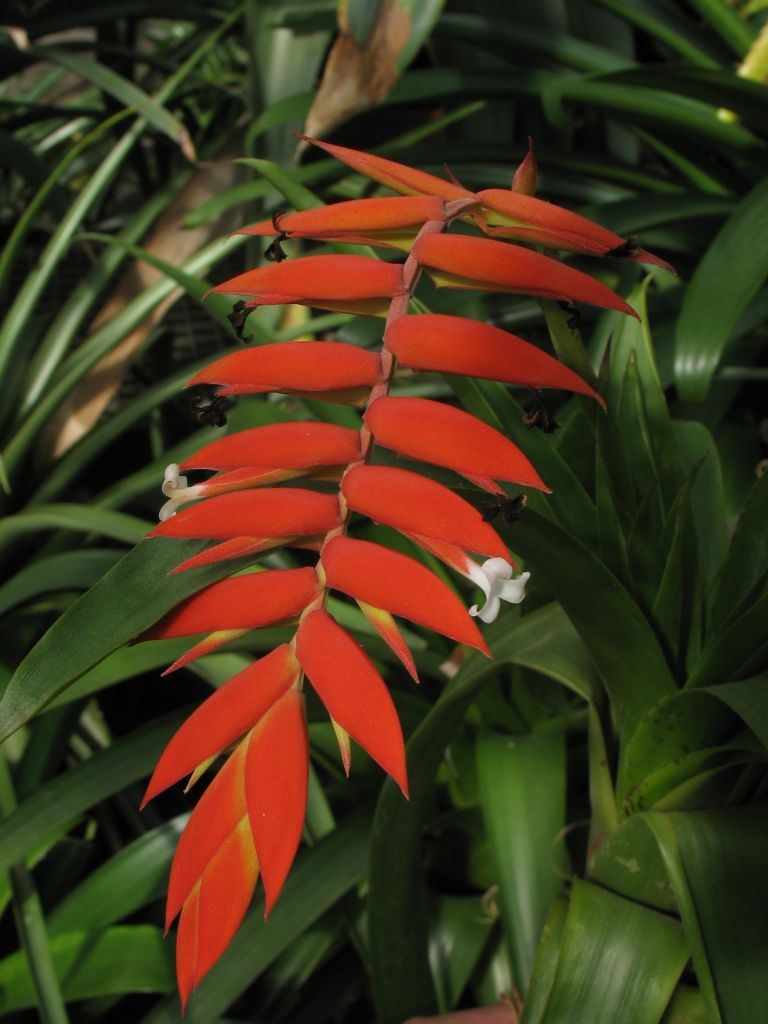